# 謝幾卿
謝 幾卿（しゃ きけい、生没年不詳）は、南朝斉から梁にかけての官僚・文人。本貫は陳郡陽夏県。

## 経歴
南朝斉の黄門郎の謝超宗（謝霊運の子の謝鳳の子）の子として生まれた。幼い頃から弁舌が美しく明晰で、当時の人に「神童」と呼ばれた。父の超宗が事件に連座して越州に流されるにあたって、幾卿は新亭渚まで見送りに出たが、幾卿は別れに我慢できず、長江の流れに飛び込んで、周りの人に助けられた。永明元年（483年）、父が死去すると喪に服したが、その哀毀ぶりは礼の規定を越えていた。喪が明けると、国子生として召し出された。南朝斉の文恵太子蕭長懋が自ら試問の場に臨み、祭酒の王倹に命じて経典の意味を質問させた。すると幾卿はすらすらと答えて滞りなかったので、文恵太子は激賞した。王倹は「謝超宗は死んでいなかった」と人に語った。
幾卿は成長すると学問を好み、書物を広く渉猟し、文才があった。豫章王常侍を初任とし、車騎法曹行参軍や相国祭酒を歴任した。寧国県令として出向し、入朝して尚書殿中郎に任じられた。晋安王蕭宝義の下で太尉主簿をつとめた。南朝梁の天監初年、鄱陽王蕭恢の下で征虜記室となり、尚書三公侍郎に任じられた。ほどなく治書侍御史となった。旧郎官からこの職に転じた者は、「南に逃げる」と世間でいわれていた。幾卿はやる気を失い、多くは病気であると称して、仕事をしなかった。散騎侍郎に転じ、中書郎・国子博士・尚書左丞を歴任した。幾卿は有職故実に詳しく、尚書僕射の徐勉が迷って決定できなくなると、たびたび幾卿のもとを訪ねた。幾卿は朝廷の決まりにこだわらず、不適切な場所で飲酒して御史の糾弾を受け、免官された。ほどなく国子博士として再起した。まもなく河東郡太守に任じられたが、任期を満了しないうちに、病のため解任された。ほどなく太子率更令に任じられ、南平王蕭偉の下に転じて鎮衛長史をつとめた。
普通6年（525年）、蕭淵藻が北伐すると、幾卿は従軍を志願して軍師長史に抜擢され、威戎将軍の号を加えられた。北伐軍が渦陽で敗退すると、幾卿は敗戦の罪に連座して免官された。
幾卿の居宅は白楊石井にあり、交際を好む朝士たちが酒を携えてかれのもとを訪れたので、賓客でいっぱいであった。ときに尚書左丞の庾仲容も免官されたため、ふたりは意気投合して、車で郊外を歴遊しては、酒に酔って高歌放吟した。湘東王蕭繹が荊州にあったが、手紙を書いて幾卿を慰めた。
幾卿は態度に慎みがなかったが、いっぽうで家門を大切にした。兄の謝才卿が早逝したため、その子の謝藻を幾卿が養育した。謝藻が成長して公府の祭酒や主簿といった清官を歴任すると、幾卿の教育が宜しきをえたものと当時に評価された。
幾卿は再び任用されないまま、病没した。文集が当時に通行した。

## 伝記資料
- 『梁書』巻50 列伝第44
- 『南史』巻19 列伝第9